# Can’t Buy My Love
A Can’t Buy My Love Yui japán énekes-dalszerző második stúdióalbuma, amely 2007. április 4-én jelent meg a Sony Music Records gondozásában. A kiadvány az első helyen mutatkozott be az Oricon heti eladási listáján, melyen 74 hetet töltött el.

## Számlista
Az összes dalszöveg szerzője Yui, az összes szám szerzője Yui, kivéve, ahol más van feltüntetve.
| 1.  | How Crazy                 |  |               | northa+                                    | 3:38 |
| 2.  | Rolling Star              |  |               | northa+                                    | 3:08 |
| 3.  | It’s All Right            |  |               | northa+                                    | 3:37 |
| 4.  | I Remember You            |  |               | northa+, vonósok hangszerelése: Gen Ittecu | 4:05 |
| 5.  | Ruido                     |  | Ogura Kendzsi | Ogura Kendzsi                              | 0:51 |
| 6.  | Cherry                    |  |               | northa+                                    | 3:29 |
| 7.  | Thank You My Teens        |  |               | Shigezo                                    | 2:57 |
| 8.  | Umbrella                  |  |               | northa+                                    | 4:16 |
| 9.  | Highway Chance            |  | COZZi         | COZZi                                      | 3:54 |
| 10. | Happy Birthday to You You |  |               | northa+                                    | 4:01 |
| 11. | Winding Road              |  |               | northa+                                    | 3:39 |
| 12. | Good-bye Days             |  |               | Macura Akihisza                            | 4:33 |
| 13. | Why?                      |  |               | northa+                                    | 3:13 |

| 1. | Feel My Soul (videóklip)   |  |  |
| 2. | Tomorrow’s Way (videóklip) |  |  |
| 3. | Life (videóklip)           |  |  |
| 4. | Tokyo (videóklip)          |  |  |

## Slágerlista-helyezések

### Oricon eladási lista (Japán)
| Megjelenés       | Lista                   | Legjobb helyezés | Elő heti eladások | Összeladás | A listán eltöltött hetek |
| ---------------- | ----------------------- | ---------------- | ----------------- | ---------- | ------------------------ |
| 2007. április 4. | Oricon napi lista       | 1                |                   |            |                          |
| 2007. április 4. | Oricon heti lista       | 1                | 290 640           | 682 585    | 74 hét                   |
| 2007. április 4. | Oricon havi lista       | 2                |                   |            |                          |
| 2007. április 4. | Oricon évi lista (2007) | 8                |                   |            |                          |
| 2007. április 4. | Oricon évi lista (2008) | 202              |                   |            |                          |